# Poitín

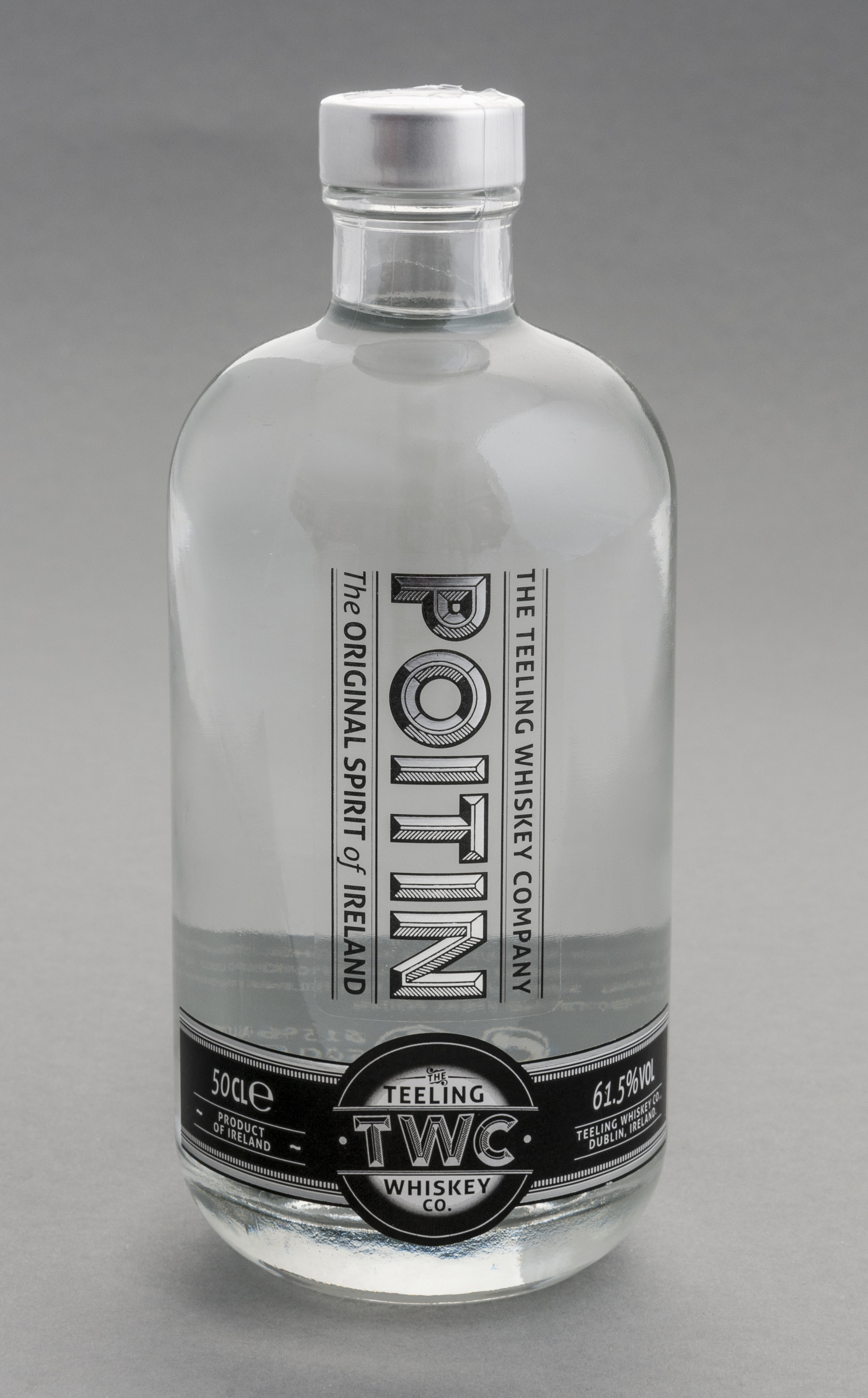
Poitín

Poitín (irische Aussprache [ˈpɔtʲiːnʲ], anglisiert Poteen und Potcheen [ˈpʊt͡ʃiːn]) ist ein in Irland verbreiteter Schnaps aus Getreide (vor allem Gerste), Molke, Zuckerrüben, Melasse und Kartoffeln. Der Name leitet sich ab von irisch pot (Topf) mit der Verkleinerungssilbe -ín (somit „Töpfchen“) und weist darauf hin, dass er traditionell illegal in kleinen Töpfen destilliert wird. In Irland ist Poitín u. a. auch bekannt als moonshine oder mountain dew. Einzelne Destillate können bis zu 90 Vol.-% Alkohol enthalten. Die private Herstellung wurde 1760 verboten, aber als legendärer Schwarzbrand hielt der Schnaps Einzug in die irische Folkmusik, etwa in den Liedern The Hills of Connemara oder The Rare Old Mountain Dew.
Der ehemals von zahlreichen irischen Schwarzbrennereien destillierte Whiskey ist aufgrund seiner kurzen Reifezeit farblos und erinnert geschmacklich an Obstbranntwein.
Heute werden auch legal hergestellte Spirituosen unter der Bezeichnung Poitín vermarktet.
Der erste Spielfilm, der 1979 komplett in irischer Sprache gedreht wurde, hat den Titel Poitín und handelt von den Abenteuern eines Schwarzbrenners in Connemara.